# Eurytion brevis
Eurytion brevis är en mångfotingart som beskrevs av Karl Wilhelm Verhoeff 1937. Eurytion brevis ingår i släktet Eurytion och familjen storjordkrypare. Inga underarter finns listade i Catalogue of Life.